# Finále Coupe de la Ligue 2013/2014
Finále Coupe de la Ligue 2013/14 bylo vyvrcholením Coupe de la Ligue, tedy francouzského ligového poháru ze sezóny 2013/14. Střetly se v něm týmy Paris Saint-Germain a Olympique Lyon. Mužstvo PSG vedl jako kapitán brazilský obránce Thiago Emiliano da Silva, tým Lyonu francouzský záložník Maxime Gonalons. V sestavě pařížského klubu chyběl hvězdný švédský útočník Zlatan Ibrahimović, neboť se zranil 2. dubna 2014 v prvním utkání čtvrtfinále Ligy mistrů proti anglickému klubu Chelsea FC. Šlo o svalové zranění.
Finálové utkání se odehrálo 19. dubna 2014 na stadionu Stade de France v Saint-Denis. O poločase byl stav 2:0 pro tým PSG, který nakonec soupeře porazil konečným výsledkem 2:1. Bylo to 4. vítězství Paris Saint-Germain v této soutěži, čímž se dostal do čela historického žebříčku. Lyon propásl možnost získat svůj druhý titul.

## Detaily zápasu
| 19. duben 2014 21:00 SELČ |        |                       |                                                                       |
| Lyon                      | 1 – 2  | Paris Saint-Germain   | Stade de France, Saint-Denis diváci: 78 489 rozhodčí: Stéphane Lannoy |
| Lacazette 56'             | Report | Cavani 4', 33' (pen.) | Stade de France, Saint-Denis diváci: 78 489 rozhodčí: Stéphane Lannoy |

| Lyon | PSG |

|             |    |                     |     |       |
|             |    |                     |     |       |
| GK          | 16 | Anthony Lopes       | 32' |       |
| RB          | 14 | Mouhamadou Dabo     |     | 54'   |
| CB          | 5  | Milan Biševac       | 72' |       |
| CB          | 23 | Samuel Umtiti       |     |       |
| LB          | 3  | Henri Bedimo        |     | 90+2' |
| DM          | 21 | Maxime Gonalons     |     |       |
| CM          | 24 | Corentin Tolisso    |     |       |
| CM          | 28 | Arnold Mvuemba      |     |       |
| AM          | 17 | Steed Malbranque    |     | 68'   |
| CF          | 18 | Bafétimbi Gomis     |     |       |
| CF          | 10 | Alexandre Lacazette |     |       |
| Náhradníci: |    |                     |     |       |
| GK          | 30 | Mathieu Gorgelin    |     |       |
| DF          | 2  | Mehdi Zeffane       |     |       |
| DF          | 4  | Bakary Koné         |     | 90+2' |
| MF          | 20 | Gaël Danic          |     |       |
| FW          | 19 | Jimmy Briand        |     | 54'   |
| FW          | 26 | Clinton N'Jie       |     |       |
| FW          | 31 | Nabil Fekir         |     | 68'   |
| Trenér:     |    |                     |     |       |
| Rémi Garde  |    |                     |     |       |

|               |    |                   |     |       |
|               |    |                   |     |       |
| GK            | 1  | Nicolas Douchez   |     |       |
| RB            | 26 | Christophe Jallet |     |       |
| CB            | 13 | Alex              |     |       |
| CB            | 2  | Thiago Silva      |     |       |
| LB            | 17 | Maxwell           |     |       |
| DM            | 8  | Thiago Motta      |     |       |
| CM            | 24 | Marco Verratti    | 18' | 74'   |
| CM            | 14 | Blaise Matuidi    |     |       |
| RW            | 29 | Lucas             |     | 90+1' |
| CF            | 9  | Edinson Cavani    |     |       |
| LW            | 22 | Ezequiel Lavezzi  |     | 75'   |
| Náhradníci:   |    |                   |     |       |
| GK            | 30 | Salvatore Sirigu  |     |       |
| DF            | 5  | Marquinhos        |     |       |
| DF            | 21 | Lucas Digne       |     |       |
| MF            | 4  | Yohan Cabaye      |     | 74'   |
| MF            | 7  | Jérémy Ménez      |     | 90+1' |
| MF            | 25 | Adrien Rabiot     |     |       |
| MF            | 27 | Javier Pastore    |     | 75'   |
| Trenér:       |    |                   |     |       |
| Laurent Blanc |    |                   |     |       |

| Asistenti rozhodčího: Mickaël Annonier Frédéric Cano Čtvrtý rozhodčí: Eric Dansault Brankoví rozhodčí: Nicolas Rainville Bartolomeu Varela Delegát zápasu: Marc-Gérard Biolchini | Pravidla - 90 minut. - 30 minut prodloužení v případě nerozhodného stavu po řádné hrací době. - Penaltový rozstřel pokud je stav vyrovnaný i po 30 minutách prodloužení. - 7 povolených náhradníků na lavičce každého týmu. - Maximálně 3 střídání hráčů pro každé mužstvo. |